# Conectoma

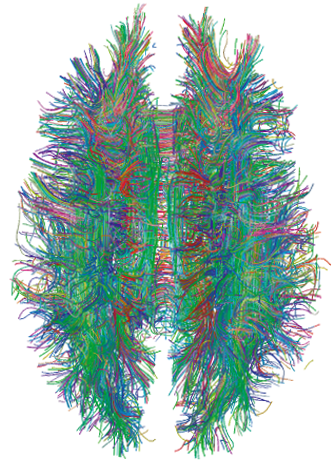
Tratos de substância branca dentro de um cérebro humano, conforme visualizado por tractografia de ressonância magnética

Um conectoma é um mapa detalhado de conexões neurais no cérebro, e pode ser pensado como o seu "esquema de ligação". O sistema nervoso de um organismo é formado por neurônios que se comunicam por meio de sinapses. Um conectoma é construído traçando o neurônio em um sistema nervoso e mapeando onde os neurônios estão conectados através de sinapses.
A relevância do conectoma decorre da percepção de que a estrutura e a função do cérebro humano estão intrinsecamente ligadas, através de vários níveis e modos de conectividade cerebral. Existem fortes restrições naturais sobre quais neurônios ou populações neurais podem interagir, ou quão fortes ou diretas são suas interações. De fato, a base da cognição humana está no padrão de interações dinâmicas moldadas pelo conectoma.

## Origem e uso do termo
Em 2005, o Dr. Olaf Sporns da Universidade de Indiana e o Dr. Patric Hagmann do Lausanne University Hospital sugeriram de forma independente e simultânea o termo "conectoma" para se referir a um mapa das conexões neurais dentro do cérebro. Este termo foi inspirado diretamente pelo esforço contínuo para sequenciar o código genético humano — para construir um genoma.
A Conectômica foi definida como a ciência preocupada com a montagem e análise de conjuntos de dados de conectomas.

## Métodos
As redes cerebrais podem ser definidas em diferentes níveis de escala, correspondendo aos níveis de resolução espacial em imagens cerebrais. Essas escalas podem ser divididas em microescala, mesoescala e macroescala. Em última análise, pode ser possível unir mapas conectômicos obtidos em diferentes escalas em um único mapa hierárquico da organização neural de uma determinada espécie que varia de neurônios únicos a populações de neurônios a sistemas maiores, como áreas corticais. Dadas as incertezas metodológicas envolvidas na inferência de conectividade dos dados experimentais primários, e dado que provavelmente haverá grandes diferenças nos conectomas de diferentes indivíduos, qualquer mapa unificado provavelmente dependerá de representações probabilísticas de dados de conectividade (Sporns et al., 2005).

#### Avanços recentes no mapeamento de conectividade

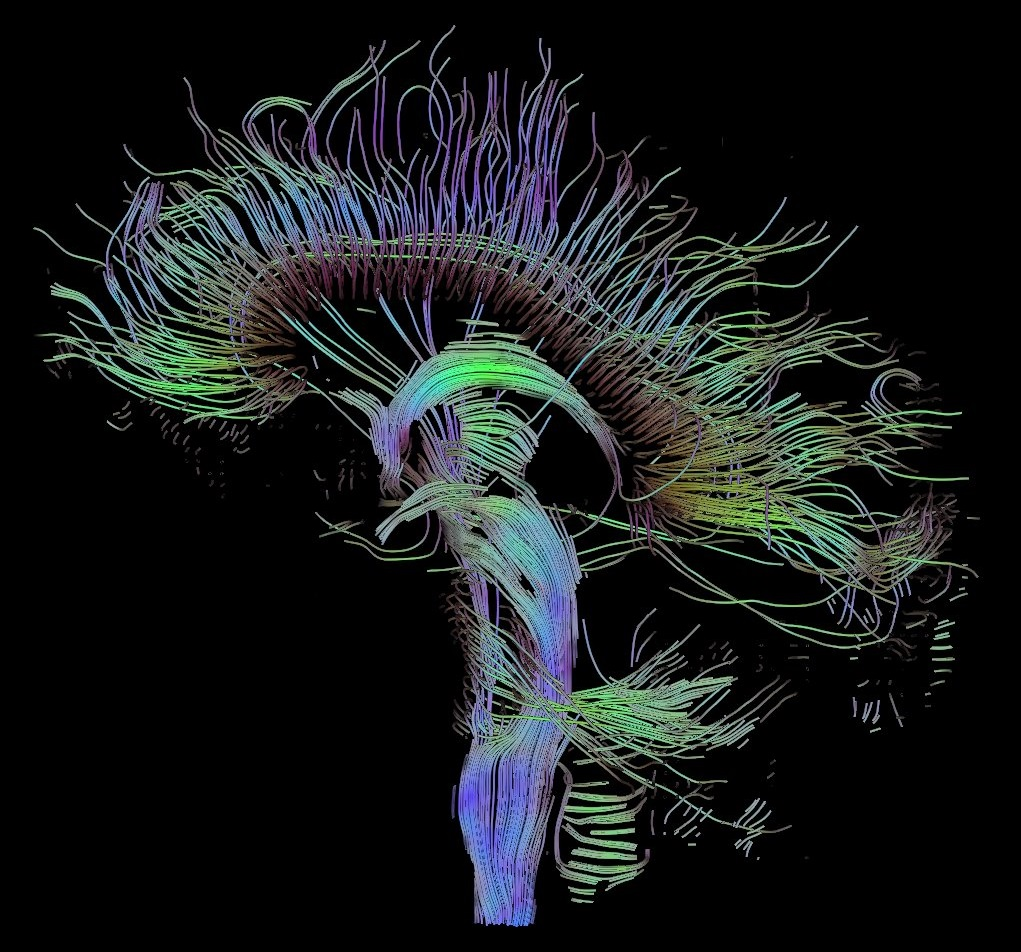
Reconstrução tractográfica de conexões neurais via MRI de difusão

Ao longo dos anos 2000, vários pesquisadores tentaram mapear a arquitetura estrutural em larga escala do córtex cerebral humano. Uma tentativa explorou as correlações cruzadas na espessura ou volume cortical entre os indivíduos. Tais correlações de espessura de matéria cinzenta têm sido postuladas como indicadores da presença de conexões estruturais. Uma desvantagem da abordagem é que ela fornece informações altamente indiretas sobre padrões de conexão cortical e requer dados de um grande número de indivíduos para derivar um único conjunto de dados de conexão em um grupo de sujeitos. Outros pesquisadores tentaram construir matrizes de conexão de todo o cérebro a partir de dados de imagem DW-MRI.

## Conjuntos de dados

### Humanos
O Human Connectome Project, patrocinado pelo National Institutes of Health (NIH) dos EUA, foi criado com o objetivo de mapear os 86 bilhões de neurônios (e suas conexões) em um cérebro humano.

### Organismos Modelo

#### Nematoda
O primeiro (e até agora único) conectoma totalmente reconstruído pertence ao nematoda Caenorhabditis elegans. O maior esforço começou com as primeiras micrografias eletrônicas publicadas por White, Brenner e colegas em 1986. Com base neste trabalho seminal, o primeiro conectoma (então chamado de "banco de dados de circuitos neurais" pelos autores) para C. elegans foi publicado em forma de livro com o acompanhamento de disquetes por Achacoso e Yamamoto em 1992. O primeiro artigo sobre a representação computacional de seu conectoma foi apresentado e publicado três anos antes, em 1989, por Achacoso no Simpósio de Aplicação Computacional em Cuidados Médicos (SCAMC). O conectoma do C. elegans foi posteriormente revisado e expandido para mostrar mudanças durante o desenvolvimento do animal.

#### Mosca da fruta
Diferentes seções de tecido nervoso de moscas da fruta estão sendo mapeadas, incluindo uma seção parcial do cérebro ("o hemicérebro")  e todo o cordão nervoso ventral.

#### Camundongo
Conectomas parciais de uma retina e córtex visual primário de camundongo também foram construídos com sucesso.

## Plasticidade do conectoma
No início do projeto conectoma, pensava-se que as conexões entre os neurônios eram imutáveis uma vez estabelecidas e que apenas as sinapses individuais poderiam ser alteradas. No entanto, evidências recentes sugerem que a conectividade também está sujeita a mudanças, denominadas neuroplasticidade. Existem duas maneiras pelas quais o cérebro pode religar: formação e remoção de sinapses em uma conexão estabelecida ou formação ou remoção de conexões inteiras entre neurônios. Ambos os mecanismos de religação são úteis para aprender tarefas completamente novas que podem exigir conexões inteiramente novas entre regiões do cérebro.

## Mapeamento da conectividade funcional
Usando fMRI no estado de repouso e durante tarefas, as funções dos circuitos do conectoma estão sendo estudadas. Assim como mapas detalhados de estradas não nos dizem muito sobre o tipo de veículos que trafegam por essas estradas ou que carga estão transportando, para entender como as estruturas neurais resultam em comportamentos funcionais específicos, como a consciência, é necessário construir teorias que relacionam funções à conectividade anatômica. No entanto, a ligação entre conectividade estrutural e funcional não é simples. Modelos computacionais da dinâmica da rede de todo o cérebro são ferramentas valiosas para investigar o papel da rede anatômica na modelagem da conectividade funcional. Em particular, modelos computacionais podem ser usados para prever o efeito dinâmico de lesões no conectoma.